# Prémery
Prémery é uma comuna francesa na região administrativa de Borgonha-Franco-Condado, no departamento Nièvre. Estende-se por uma área de 45,71 km². Em 2010 a comuna tinha 1 850 habitantes (densidade: 40,5 hab./km²).